# Медушевський Віталій Зенонович
Віта́лій Зено́нович Медуше́вський (21 травня 1974 — 3 серпня 2014) — солдат Збройних сил України, учасник російсько-української війни.

## Життєпис
Народився 1974 року в смт Довбиш (Баранівський район, Житомирська область). Був найменшою дитиною у багатодітній родині. Закінчив середню школу смт Довбиш; вступив до місцевого ПТУ та отримав спеціальність тракториста-машиніста широкого профілю. Проходив строкову військову службу в лавах ЗСУ. Повернувшись додому, влаштувався на підприємство, де все життя пропрацювали його батьки — Довбиський порцеляновий завод. В 1990-х довелося перекваліфікуватися на будівельника, освоїти кілька видів будівельних робіт. Певний час їздив на заробітки, по тому став працювати за місцем проживання.
Мобілізований у березні 2014 року. Механік-водій 30-ї окремої механізованої бригади (Новоград-Волинський). Після навчання став сапером і був розподілений у роту розмінування. Побував вдома у відпустці.
3 серпня 2014 року загинув від кулі снайпера, несучи варту на одному з блокпостів під Луганськом. Виконуючи бойове завдання — мінування підходів до блокпосту, натрапив на ворожий загін, який направлявся на їхні позиції.
Залишились батьки, дружина Ганна (на той час при надії; 14 вересня 2014 року народилась дочка Віталіна), донька Ганна 2010 р.н. від першого шлюбу, брат.
Похований в Довбиші 6 серпня 2014-го; прийшло більше тисячі людей.

## Нагороди та вшанування
- 15 травня 2015 року — за особисту мужність і героїзм, виявлені у захисті державного суверенітету та територіальної цілісності України, вірність військовій присязі під час російсько-української війни, відзначений — нагороджений орденом «За мужність» III ступеня (посмертно)
- грамота Комітету Верховної Ради України з питань національної безпеки та оборони
- його портрет розміщений на меморіалі «Стіна пам'яті полеглих за Україну» у Києві: секція 2, ряд 4, місце 19
- 22 січня 2015 року на будівлі довбиської загальноосвітньої школи, де навчався Віталій Медушевський, йому відкрито меморіальну дошку
- 3 серпня вгановується на щоденному ранковому церемоніалі вшанування захисників України, які загинули цього дня у різні роки внаслідок російської збройної агресії на Сході України.